# Viper (banda)
Viper es una banda de heavy metal proveniente de São Paulo en Brasil. Se formó en 1985 aunque no fue hasta 1987 cuando publican su primer álbum titulado Soldiers of Sunrise. Todavía sigue activa.
Su ex vocalista André Matos es un claro ejemplo de precocidad, ya que con 14 años ya había grabado la maqueta The Killera Sword con Viper.

## Miembros
- Andre Matos - Voz, teclados (1985–1990, 2012–2019, fallecido en 2019)
- Felipe Machado - guitarra (1985–1996, 2001–presente)
- Hugo Mariutti - guitarra (2007–presente)
- Pit Passarell - bajo (1985–1996, 2001–presente), Voz (1990–1996, 2001–2004, 2010–2012)
- Guilherme Martin - batería (1989–1991, 2001–2005, 2012–presente)

### Antiguos integrantes
- Ricardo Bocci - Voz (2004–2010)
- Yves Passarell - guitarra (1985–1996, 2001)
- Cassio Audi - batería (1985–1989)
- Sérgio Facci - batería (1989)
- Val Santos - batería (1989), guitarra (2001–2007)
- Renato Graccia - batería (1991–1996, 2005-2012)

## Discografía

### Álbumes
- The Killera Sword (Demo, 1985)
- Soldiers of Sunrise (1987)
- Theatre of Fate (1989)
- Evolution (1992)
- Vipera Sapiens (EP, 1992)
- Maniacs in Japan (Álbum en vivo, 1993)
- Coma Rage (1995)
- Tem Pra Todo Mundo (1996)
- Everybody Everybody (Compilación, 1999)
- All My Life (2007)
- To Live Again - Live In São Paulo (Álbum en vivo, 2014)